# Dragoslav Šekularac
Dragoslav 'Seki' Šekularac (Servisch: Драгослав 'Секи' Шекуларац) (Štip, 8 november 1937 – Belgrado, 5 januari 2019) was een Servisch voetbalspeler- en trainer. Hij speelde voornamelijk als aanvallende middenvelder en was in de jaren 60 een van de populairste voetballers van Joegoslavië. Hij stond vooral bekend om zijn snelheid, dribbels en techniek, maar ook om zijn temperament, iets wat hem meerdere schorsingen opleverde gedurende zijn loopbaan.
Šekularac begon zijn loopbaan halverwege de jaren vijftig bij Rode Ster Belgrado. Hier groeide hij in tien jaar tijd uit tot een van de grootste spelers uit de clubgeschiedenis. Met de ploeg won hij onder meer vijf landstitels. Šekularac verwierf een grote populariteit in zijn geboorteland Joegoslavië en zijn roem oversteeg de sport. Er zijn verschillende boeken over zijn leven geschreven, en hij speelde in een film uit 1962, een komedie getiteld "Šeki snima, pazi se", die een inkijk gaf in zijn publieke persoonlijkheid. Hij is een van slechts vijf spelers die van Rode Ster de Zvezdina Zvezda (De Ster's ster) heeft ontvangen van de club voor zijn bijdragen.
In 1966 besloot hij zijn geboorteland vaarwel te zeggen en emigreerde hij naar Karlsruher SC. De Duitse ploeg kwam destijds uit in de recentelijk opgerichte Bundesliga. Na een seizoen in Duitsland speelde hij kortstondig voor St. Louis Stars en OFK Beograd. In 1969 besloot de middenvelder te verhuizen naar Zuid-Amerika, waar hij een paar jaar actief was in Colombia. Hij sloot zijn spelersloopbaan af bij Paris FC. Als international van het Joegoslavisch voetbalelftal haalde Šekularac in 1960 ook nog de finale van het EK.
Na zijn spelersloopbaan was hij actief als trainer bij clubs in onder meer Australië, Joegoslavië en Spanje. Van 1984 tot 1985 was hij ook nog bondscoach van het Guatemalteeks voetbalelftal.

## Loopbaan

### Jeugd
Dragoslav Šekularac werd geboren op 8 november 1937 in Štip, Vardarbanaat als kind van vader Bogosav en moeder Donka. Zijn vader was een advocaat wiens baan hem naar Štip bracht, waar hij trouwde en een gezin stichtte. Dragoslav was een baby toen het gezin naar Belgrado verhuisde doordat zijn vader een baan kreeg bij het ministerie van justitie. De jonge Dragoslav hechte weinig waarde aan zijn educatie en raakte op jonge leeftijd al in de ban van het voetbal. Vader Bogosav was erg strikt en moest zijn zoon vaak van de straat plukken en naar het klaslokaal brengen. Hij was van mening dat een goede opleiding de enige juiste weg in het leven was. Dragoslav zij hier later het volgende over:

Mijn vader probeerde de sport uit mijn hoofd te krijgen en vertelde dat een goede opleiding de enige juiste weg in het leven was. Hij vertelde me dat ik een circusartiest was en nog nooit een wedstrijd van Rode Ster had gezien. Hij joeg me achterna door de omliggende straten en daarom werd ik later een van de snelste voetballers ter wereld. Ik vertelde mijn moeder altijd dat ik van voetbal hield en het speet haar toen ze me zag huilen."

Šekularac werd vervolgens op 13-jarige leeftijd uitgenodigd om naar het Avala-stadion te komen voor een stage. Hem werd echter meegedeeld dat hij te smal werd bevonden. Later werd hij gespot terwijl hij op het schoolplein speelde en zodoende kwam hij alsnog in de jeugdopleiding van Rode Ster terecht. Hier doorliep hij de volledige jeugdopleiding.

### Doorbraak bij Rode Ster en Joegoslavisch elftal

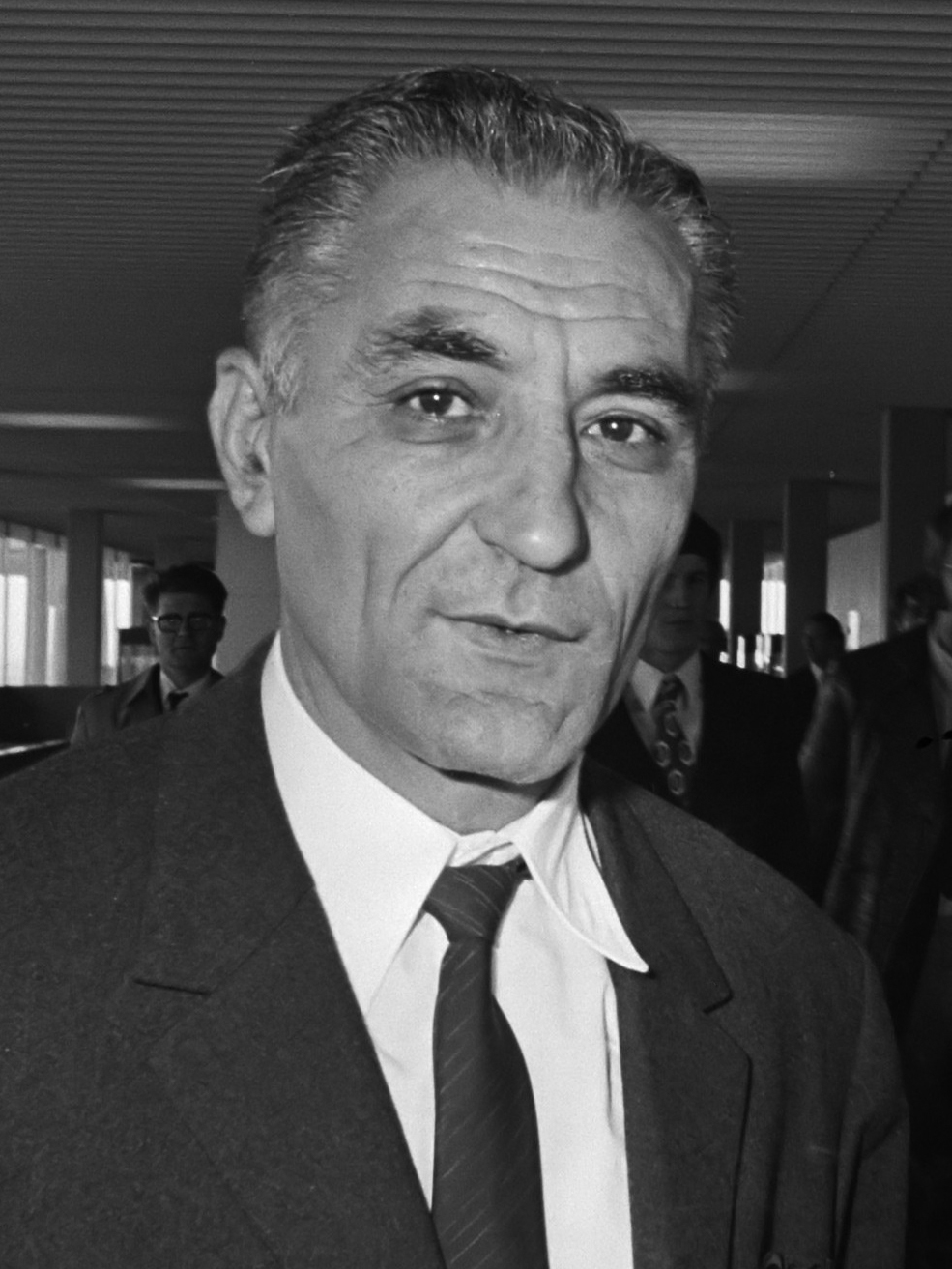
Šekularac speelde bij Rode Ster samen met clubicoon Rajko Mitić.

In de winter van het seizoen 1954/55 ging het eerste elftal van Rode Ster op tournee, waarbij Šekularac overbleef bij de reserves, die in Belgrado bleven trainen en verschillende oefenwedstrijden speelde tegen kleinere ploegen. Op 6 maart 1955 was het zover voor de inmiddels 17-jarige Šekularac en mocht hij voor het eerst zijn opwachting maken in het eerste elftal. Dit was in een wedstrijd tegen FK Vojvodina, waar de ervaren verdediger Vujadin Boškov de aanvoerdersband droeg. De jongeling zou nadien tot het einde van dat seizoen nog maar één competitiewedstrijd meedoen.
In de voorbereiding van het seizoen 1955/56 haalde Rode Ster met Ivan Popović - die later ook nog voor het Nederlandse Sittardia zou spelen - een potentiële concurrent op het middelveld voor Šekularac. Coach Milovan Ćirić besloot echter om de twee tieners samen te laten spelen. Dit pakte goed uit. Na de derde speelronde stond de ploeg voor het eerst bovenaan, een positie die ze tot het einde van de herfst wisten vast te houden. In november en december 1956, tijdens de winterstop, nam Šekularac met Joegoslavië deel aan de Olympische Spelen in Melbourne. Zijn goede spel had ervoor gezorgd dat hij als jongste speler was opgeroepen om deel te nemen aan het toernooi. Als gevolg van het plaatsvinden van de Hongaarse Opstand en de reactie van de Sovjet-Unie hierop, deden er uiteindelijk slechts elf landen mee met het toernooi. Het Joegoslavische elftal was de vorige twee edities geëindigd als verliezend finalist. Na gemakkelijke overwinningen op de Verenigde Staten (9-1) en India (4-1) reikte men de finale, waarin Šekularac en zijn landgenoten hun meerdere moesten erkennen aan het voetbalelftal van de Sovjet-Unie (1-0 verlies).
Veel tijd om van de zilveren medaille te genieten hadden Šekularac en mede-internationals Vladica Popović en Ljubiša Spajić niet, de tweede seizoenshelft stond immers voor de deur. Na een spannende tweede seizoenshelft wist Rode Ster Belgrado met Šekularac als vaste waarde de landstitel te pakken. Ze eindigden met vijf punten voorsprong op rivaal Partizan. Hij speelde ook een belangrijke rol in Rode Sters Europacup I-campagne, die eindigde in de halve finale tegen AC Fiorentina.

### Eerste dubbel en buitenlandse interesse
Het succes van de club betekende het vertrek van trainer Milovan Ćirić, die verkaste naar SS Lazio. De Italiaanse ploeg zou het volgende seizoen de Coppa Italia winnen, maar Ćirić zou dit niet meemaken doordat hij tijdens het seizoen vroegtijdig ontslagen werd vanwege tegenvallende resultaten. Rode Ster stelde vervolgens een opvolger aan in de persoon van Michel Pavić. De oud-speler begon zijn trainersloopbaan zodoende bij de club waar hij zijn voetbalschoenen aan de wilgen hing. Het seizoen was echter niet echt een succes, noch voor het team, noch voor Šekularac individueel. De tegenstanders waren erop gebrand om de razendsnelle middenvelder te stoppen en er werden veel overtredingen op hem gemaakt. Hij kampte met blessureproblemen waardoor hij bijna de helft van het seizoen miste. Rode Ster viel al snel uit de titelstrijd en eindigde op een teleurstellende vierde plek.

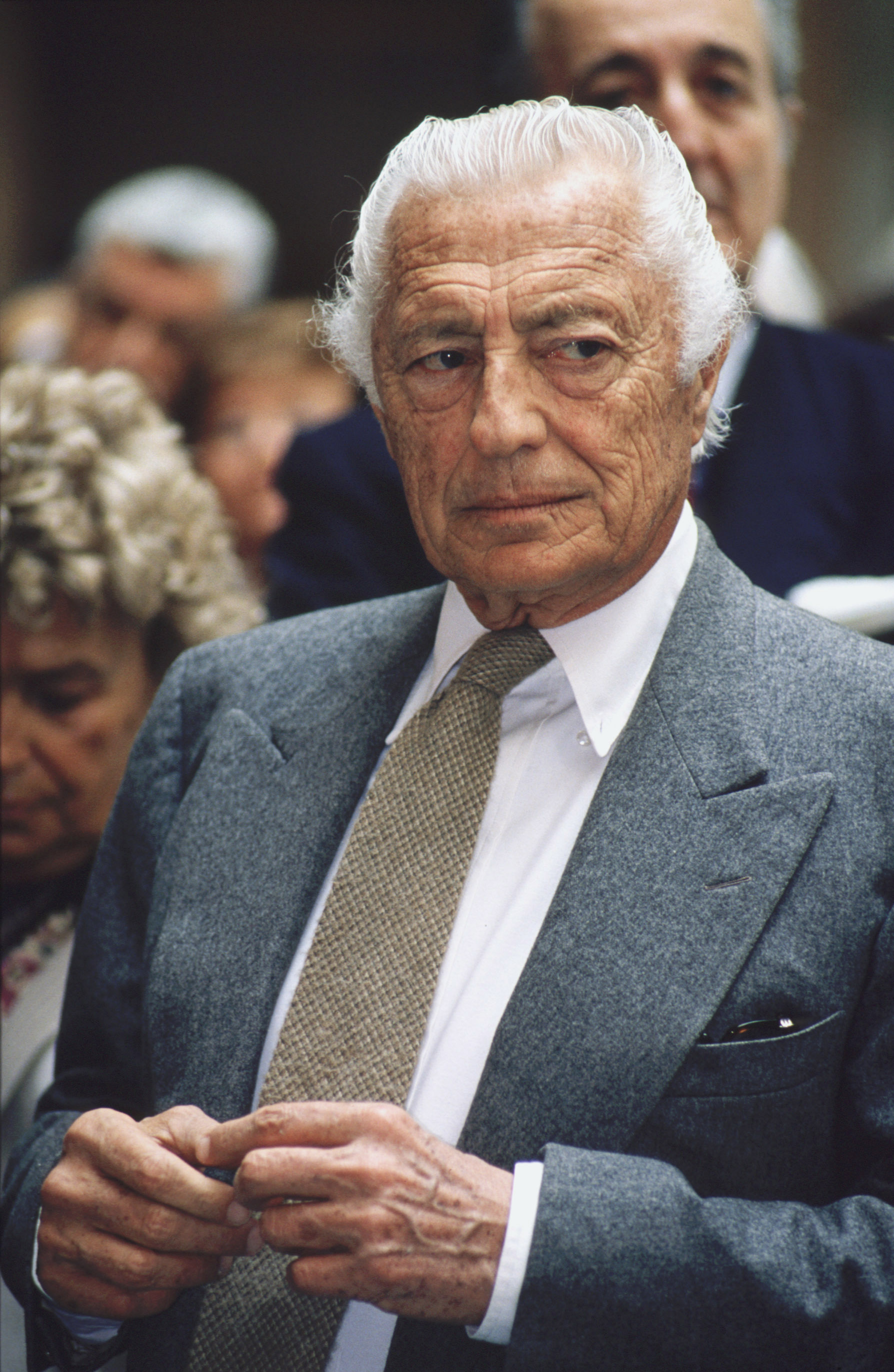
Gianni Agnelli probeerde Šekularac in 1959 naar Juventus te halen.

Het volgende seizoen (1957/58) was het laatste seizoen voor clublegende Rajko Mitić, die later evenals Šekularac de Zvezdina Zvezda-status toegewezen zou krijgen. Šekularac verzorgde op het middenveld de aanvoer voor spits Bora Kostić, die met vijfentwintig treffers topscorer werd en een belangrijk aandeel had in het landskampioenschap van Rode Ster dat seizoen. De ploeg kende een fantastische start en won de eerste vier wedstrijden van het seizoen, waarvan een 7-0 overwinning op Hajduk Split en een 4-0 overwinning op Dinamo Zagreb. Halverwege het seizoen stond Rode Ster bovenaan met negen overwinningen uit elf wedstrijden. In de lente leek de ploeg van Šekularac het kampioenschap te verspillen na drie gelijke spelen op rij, maar eindigde de ploeg in juni op doelsaldo bovenaan om de landstitel veilig te stellen ten koste van FK Partizan. Een maand eerder had Šekularac met Rode Ster Belgrado al de eerste prijs van het seizoen binnengesleept, toen datzelfde FK Partizan werd verslagen in de finale van de Joegoslavische beker. Het betekende voor de ploeg uit Belgrado de eerste dubbel uit de clubgeschiedenis.
Šekularac' goede spel bij Rode Ster Belgrado was reden voor Gianni Agnelli om de 21-jarige middenvelder te proberen naar Italië te halen. De Italiaanse zakenman en aandeelhouder van FIAT was ook nauw verbonden met Juventus, waar hij de directe eigenaar was. Er werd koste noch moeite bespaart om de overdracht tot stand te laten komen. Maandenlang onderhandelde de staatsdelegatie met Agnelli over een mogelijke overgang naar de Italiaanse club. Hij bood Rode Ster ruim een half miljoen dollar, in die tijd een gigantisch bedrag voor een voetbalspeler. De club ging akkoord met de transfersom, maar de overgang werd vervolgens tegengehouden door de regering van het streng communistische land. Volgens minister van Binnenlandse Zaken Aleksandar Ranković was Šeki in het land nodig om "de arbeidersklasse te vermaken".
Deze omstandigheden zorgden er wel voor dat de selectie van Rode Ster Belgrado voor het volgende seizoen (1959/60) intact bleef. Van de vaste spelers vertrok alleen Stevan Balov, naar Radnicki Nis. Verder zorgde de komst van Branko Zebec van FK Partizan voor meer opties op de linkerflank. Rode Ster had inmiddels een exceptioneel goed team. Met sterren als doelman Vladimir Beara, verdediger Vladimir Durković en topschutter Bora Kostić, wist de Joegoslavische club wederom kampioen te worden. Het betekende voor Šekularac en zijn ploeggenoten de vierde landstitel in vijf jaar tijd.

### Zilver in Parijs
Šekularac speelde in 1958 met het Joegoslavisch voetbalelftal zijn eerste WK. Hierin werd de ploeg uitgeschakeld in de kwartfinale door West-Duitsland. Twee jaar later vond in Parijs de allereerste editie van het Europees kampioenschap voetbal plaats. Tijdens de kwalificatie voor het toernooi hadden de Oost-Europeanen eerst redelijk makkelijk afgerekend met Bulgarije, waarna Portugal de laatste horde was om kwalificatie voor het eindtoernooi te bewerkstelligen. De eerste wedstrijd werd in Portugal met 2-1 verloren, waarna twee weken later in het JNA Stadium de return plaats vond. De 43.000 aanwezige toeschouwers werden al snel op hun wenken bediend toen Šekularac binnen tien minuten de 1-0 maakte. Na een 2-1 ruststand werd het in de tweede helft een walk-over. Door twee treffers van Bora Kostić en een van Milan Galić werd het over twee wedstrijden 6-3 en mochten de Joegoslaven zich opmaken voor de trip naar Parijs.

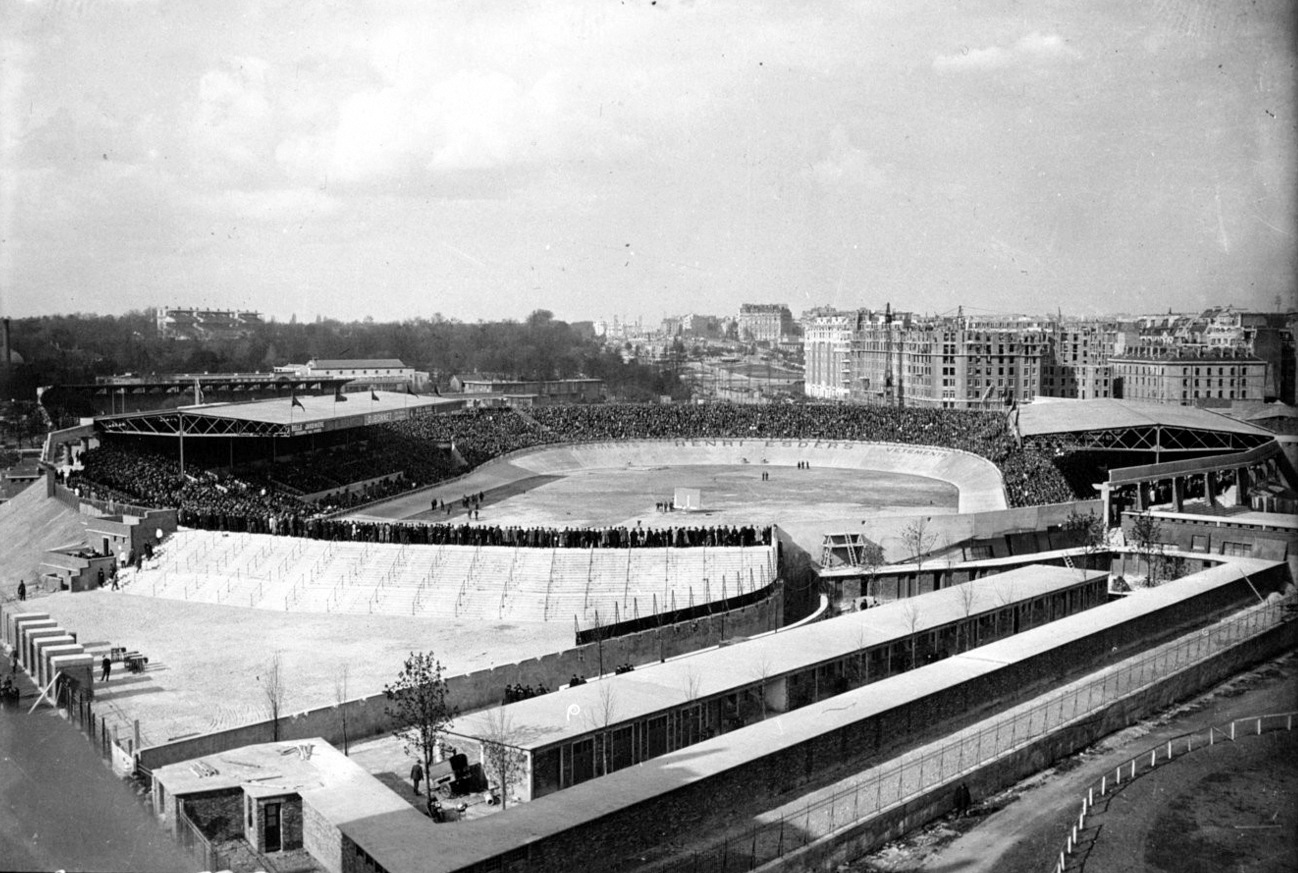
In het Parc des Princes, verloor Šekularac in 1960 andermaal een finale van de Sovjet-Unie.

Naast het Joegoslavisch voetbalelftal namen er drie anderen landen deel, namelijk gastland Frankrijk, Tsjecho-Slowakije en de Sovjet-Unie. Na een bijzondere overwinning op Frankrijk (5-4) werd de finale bereikt, waar de Sovjet-Unie de tegenstander was. Het was een herhaling van de finale die twee jaar geleden was gespeeld en de Joegoslaven waren erop gebrand om ditmaal wel te winnen. Met Šekularac in de basis begonnen de Joegoslaven sterk. Echter had de Sovjet-Unie destijds Lev Jasjin, een van de beste keepers destijds, onder de lat staan en hij wist zijn doel schoon te houden met enkele goede reddingen. Het goede spel werd vlak voor rust dan toch beloond toen Milan Galić de openingstreffer maakte. Vlak na rust bracht Slava Metreveli de ploegen echter op gelijke hoogte. Het duel liep uit op verlenging, waarin de Sovjet-Unie uiteindelijk de 2-1 scoorde. Het betekende voor het Joegoslavisch voetbalelftal wederom een tweede plek. Later zei Šekularac het volgende over de wedstrijden tegen Frankrijk en de Sovjet-Unie:

"Herinner ik me die wedstrijd? Tot op de dag van vandaag droom ik ervan. We hadden een geweldig team dat de Franse fans hun harten won. Tegen het gastland nam ik deel aan een van de beste wedstrijden in de geschiedenis van het voetbal. Ik was ervan overtuigd dat de trofee in onze handen zou eindigen. Tegen de Russen hebben we nooit geluk gehad. Zo was het ook in de laatste wedstrijd. Ik herinner me dat we een paar doelkansen misten en dat de Russen tijdens de wedstrijd af en toe totaal inferieur waren. Die Ponedelnik was echter genadeloos. Hij scoorde tegen ons en belette ons om ons (potentieel) grootste triomf te vieren." - Šekularac over het EK van 1960.

Na afloop van het toernooi werd Šekularac dankzij zijn rol door de UEFA opgenomen in het team van het toernooi, evenals landgenoten Vladimir Durković, Bora Kostić en Milan Galić.

### Uitblinker in Chili
In 1960 en 1961 probeerde de middenvelder zich met het Joegoslavische elftal te kwalificeren voor het aankomende WK van 1962, wat lukte. Joegoslavië schakelde voor het WK Polen uit door met 2-1 te winnen in Belgrado en met 1-1 gelijk te spelen in Chorzów. In een Play-Off wedstrijd tegen de Aziatische nummer één Zuid-Korea werd twee keer simpel gewonnen en Joegoslavië plaatste zich voor de vierde achtereenvolgende keer voor een WK. Šekularac werd vervolgens door bondscoaches Ljubomir Lovrić en Prvoslav Mihajlović opgenomen in de selectie voor het eindtoernooi in Chili. Het feit dat Rode Ster Belgrado hofleverancier was voor het Joegoslavisch voetbalelftal met vijf spelers, liet zien hoe belangrijk de club destijds was voor het land.
Joegoslavië werd voor het toernooi ingedeeld in een groep met de Sovjet-Unie, Uruguay en Colombia. Eerste tegenstander was de Sovjet-Unie, dat twee jaar terug ten koste van de Joegoslaven het EK had gewonnen. Ditmaal bleken de Russen wederom te sterk (2-0). Tweede tegenstander was Uruguay, dat al twee keer eerder het toernooi als winnaar af had gesloten. Het Zuid-Amerikaanse land had echter niet meer zo'n sterke lichting als bij de editie van 1950 en Šekularac en Joegoslavië wisten met 3-1 zege te vieren. De laatste tegenstander was nieuwkomer Colombia, dat voor het eerst meedeed aan het WK. Doordat een dag eerder Uruguay had verloren van de Sovjet-Unie waren de Joegoslaven al verzekerd van een plek in de knock-outfase. De wedstrijd tegen Colombia werd er een voor de statistieken en werd gemakkelijk met 5-0 gewonnen. In de kwartfinale werd Joegoslavië gekoppeld aan West-Duitsland, wat vier jaar eerder ook al het geval was. Ditmaal viel de score in het voordeel van de Joegoslaven dankzij een laat doelpunt van Petar Radaković. In de halve finale werd vervolgens verloren van Tsjecho-Slowakije, waarna in de wedstrijd om de derde plaats gastland Chili te sterk bleek. Het was een evenaring van de beste prestatie op een wereldkampioenschap, welke stamde uit 1930.
Šekularac werd tijdens het toernooi geprezen voor zijn goede spel. Zo schreef de Engelse journalist Brian Glanville over hem dat hij "tegenstanders met een nonchalant gemakt verslaat, bijna alsof het een vermoeide noodzaak is." Verder zou Braziliaanse superster Pelé gekscherend aan Šekularac hebben gevraagd of hij niet toch in Brazilië was geboren in plaats van in Joegoslavië, wat hem de bijnaam 'De Braziliaan' opleverde. Naar verluidt kreeg Šekularac na afloop van het WK 1962 verschillende aanbiedingen uit Italië, maar kon hij deze niet aanvaarden omdat hij zijn militaire dienstplicht moest vervullen.

### Wangedrag en temperament
Šekularac stond naast zijn voetballende kwaliteiten ook bekend om zijn temperament. Zo werd hij in 1960 voor achttien maanden geschorst vanwege wangedrag tegen een tegenstander van FK Sarajevo. Hij gaf een tegenstander, nadat die een overtreding op Šekularac was begaan, zo'n harde trap dat hij zijn been brak. Gedurende die periode speelde Šekularac ijshockey in een team van Rode Ster, dat daardoor plots erg populair werd. Hij leerde niet van zijn fout, want twee jaar later ging het opnieuw mis.
Op 23 september 1962, vlak na het WK, ging het in een competitiewedstrijd bij en tegen Radnički Niš mis voor de middenvelder. Rode Ster kende een tot dan toe tegenvallend seizoen en in deze wedstrijd wilde het ook niet vlotten. De thuisploeg speelde uitstekend in de eerste helft en stond 3-0 voor bij de rust. Na bijna een uur spelen nam Radivoje Ognjanović de 3-1 op zijn rekening. Twee minuten later had Šekularac de aansluitingstreffer op zijn schoen, maar hij schoot op de paal. Na ruim een uur spelen was Šekularac op volle snelheid weg naar het strafschopgebied in de hoop de aansluitingstreffer te scoren. Hierbij ontweek hij twee tackles, maar scheidsrechter Tumbas besloot om toch te fluiten voor een vrije trap voor Rode Ster. Dit tot woede van Šekularac, die de scheidsrechter uitschold en zei dat hij voordeel had moeten geven. Die besloot daarop om de speler het veld af te sturen. De boze sterspeler werd vervolgens door zijn ploeggenoten begeleid van het veld, maar plotseling rukte hij zich los en rende hij naar de scheidsrechter om hem een harde klap te verkopen. Spelers van beide teams verzamelden zich om hem heen en Šekularac liep vervolgens alsnog naar de kleedkamers. Ondanks protesten van de voetballers, besloot scheidsrechter Tumbas dat de wedstrijd niet meer uitgespeeld zou worden. Later werd een reglementaire 3-0 overwinning toegekend aan Radnički Niš.
In Joegoslavië werd met ontzag gereageerd op het incident en de voetbalbond besloot een straf op te leggen aan de middenvelder. Ook internationaal werd de actie opgemerkt, zo schreven meerdere Nederlandse kranten erover. Šekularac werd door de tuchtcommissie van de Joegoslavische voetbalbond geschorst voor anderhalf jaar. Ze waren van mening dat deze straf een stimulerend effect zou hebben op hem en zijn gedrag ten goede zou komen. Šekularac besloot vervolgens om zijn militaire dienstplicht te vervullen. Later werd zijn straf teruggebracht tot twaalf maanden. Hierdoor had hij met acht wedstrijden en een doelpunt nog een bijdrage in de titelwinst van Rode Ster in het seizoen 1963/64. Ook speelde hij dat seizoen mee in de gewonnen bekerfinale tegen Dinamo Zagreb.

### Duitsland en Amerika

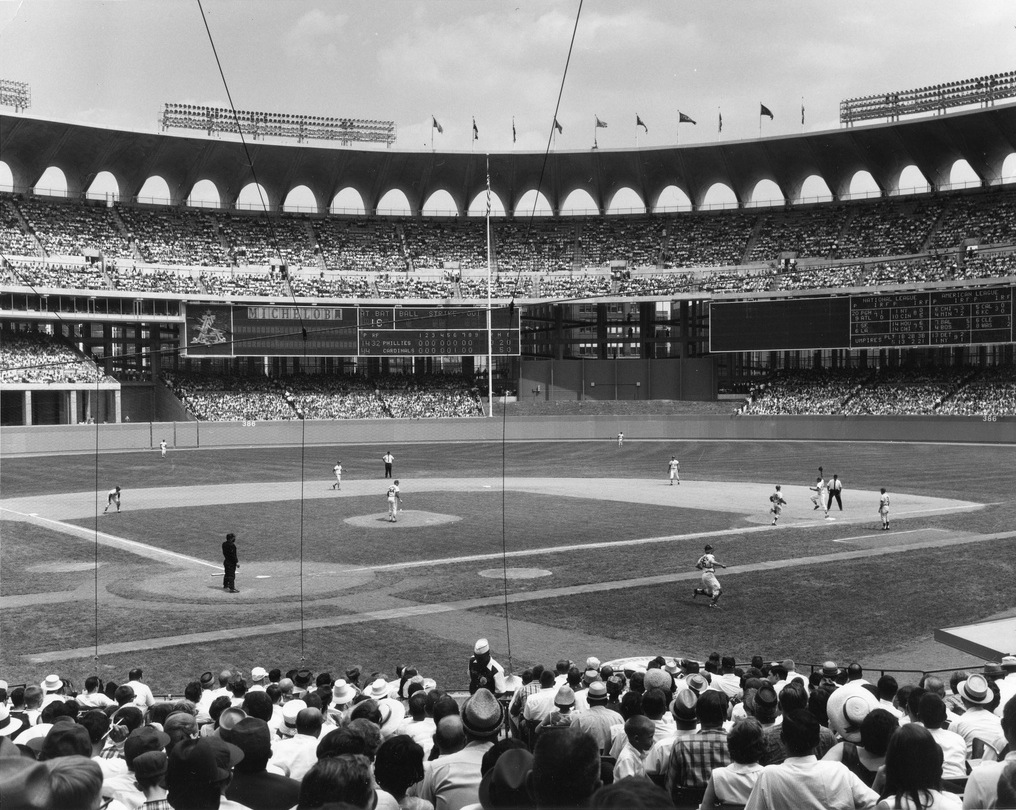
Šekularac speelde met St. Louis Stars in het nieuw gebouwde Busch Memorial Stadium.

Šekularac speelde uiteindelijk nog twee seizoenen voor Rode Ster. In de zomer van 1966 trok hij naar West-Duitsland voor zijn eerste buitenlandse avontuur en nam zijn vrouw en twee kinderen mee. Hij ging aan de slag bij Karlsruher SC, dat toendertijd speelde in de Bundesliga. De ploeg uit Baden-Württemberg was in het voorgaande seizoen twee punten boven de degradatiestreep geëindigd en was in de zoektocht naar versterkingen uitgekomen bij de 28-jarige Joegoslavier. Šekularac was samen met de Zweed Lars Granström de eerste buitenlandse aanwinsten van de ploeg sinds de oprichting van de Bundesliga drie jaar daarvoor. In de seizoensopener tegen 1. FC Kaiserslautern maakte Šekularac zijn debuut voor Karlsruher. Ondanks een bijdrage door middel van een assist ging zijn nieuwe ploeg met 3-1 onderuit. Karlsruhe zou bijna de gehele eerste seizoenshelft doorbrengen in de degradatiezone. Het zag er lang naar uit dat de ploeg zou gaan degraderen, maar door een goede reeks tegen het einde van het seizoen eindigde Karlsruher het seizoen op een dertiende plaats. Šekularac speelde in de eerste seizoenshelft bijna alles mee, maar kwam echter daarna door blessureleed weinig in actie.
In 1967 ging Šekularac aan de slag bij het net opgerichte Amerikaanse St. Louis Stars, dat ging spelen in de National Professional Soccer League. De Amerikaanse ploeg moest het in haar eerst seizoen vooral hebben van buitenlandse spelers en Šekularac was onderdeel van een enclave van negen Joegoslavische spelers. Daarnaast kende de ploeg in George Mihaljević een Joegoslavische coach. Een van de spelers waar Šekularac mee herenigd werd was aanvalsleider Bora Kostic, waarmee hij jarenlang bij Rode Ster speelde. Šekularac eindigde met St. Louis Stars als tweede in de Western Division. Daarna plaatste de ploeg zich dankzij een overwinning op Philadelphia Spartans, de nummer twee van de Eastern Division, voor de NPSL Commissioner's Cup. Hierin bleek kampioen Oakland Clippers met 3-6 te sterk.
Nadien besloot Šekularac terug te keren naar Joegoslavië, waar hij ging voetballen bij OFK Beograd. De club hoopte met zijn kwaliteiten en de terugkeer van verloren zoon Miloš Milutinović een betere prestatie neer te zetten dan het voorgaande seizoen. Toen was de club uit Belgrado op de een-na-laatste plaats geëindigd, wat normaal gesproken degradatie zou betekenen. Doordat de Joegoslavische competitie uitgebreid werd naar achttien teams hoefden ze echter niet te degraderen. De ploeg wist degradatie dat seizoen af te wenden en eindigden op een verdienstelijke veertiende plek.

### Sterrenstatus in Colombia
In 1969 besloot Šekularac om op verzoek van Todor Veselinović naar Colombia te komen, om te gaan voetballen bij Santa Fe, uitkomend op het hoogste niveau. Hij realiseerde zich dat hij met voetbal meer kon reizen en mensen kon ontmoeten, wat voor hem de voornaamste reden was om de overstap te maken.
Veselinovic was een oude bekende van Šekularac, de twee hadden samengespeeld op de Olmpische Spelen van 1956. Ook hoopte hij in Colombia zijn vorm terug te vinden die hem een van de sensaties van het WK 1962 had gemaakt. Het voetbal in Colombia was destijds nog niet erg ontwikkeld. Ondanks dat de competitie professioneel was, kende de meeste ploegen vooral spelers uit eigen land. Šekularac werd gehaald om als voorbeeld te dienen van een professionele voetballer, in de hoop de kwaliteit van de gehele selectie te verbeteren. Het was de taak van de Joegoslaviër om de spelers nieuwe technieken te leren en hun te laten begrijpen dat voor de sport zelf constante toewijding vereist is. Bij de ploeg vormde Šekularac samen met Colombiaans international Alfonso Cañón het middenveld. In 1970 streed Santa Fe met Cali en Junior om de titel. De ploeg eindigde uiteindelijk op doelsaldo als derde. Het volgende seizoen wist de ploeg wel de landstitel te pakken, voor de vijfde maal in de clubgeschiedenis. Šekularac zou dit echter niet meemaken, doordat hij halverwege het seizoen vertrok naar Millonarios FC.
Šekularac kende in Colombia een sterrenstatus vanwege zijn voetbalverleden. De mensen waren onder de indruk van zijn voetballende kwaliteiten en wilden hem inzetten om de populariteit van het voetbal te vergroten.  Vlak na afloop van de competitie werd de Joegoslaviër gevraagd om deel te nemen aan het Copa Amistad del Sur, het belangrijkste amateurvoetbaltoernooi in Bogotá, de hoofdstad van Colombia. Šekularac had inmiddels een sterrenstatus verworven in het land en het doel was om met zijn deelname veel publiek naar de wedstrijden te trekken. Hij nam zijn sterrenstatus dan ook eer aan en arriveerde bij het toernooi als een echte rockster, met dure kleding, een zwarte zonnebril en omringd door mensen. De oud-international kreeg achtduizend dollar vergoeding, het zorgde er wel voor dat de tribunes tijdens het toernooi goed gevuld waren. In 1972 kwam hij kortstondig uit voor América de Cali. Dit liep echter uit op een fiasco, nadat hij tijdens een wedstrijd tegen Millonarios zijn Argentijnse medespeler José Antonio Plá sloeg. Nadien kwam Šekularac nog uit voor Atlético Bucaramanga en Santa Fe, maar hij wist in deze periode geen potten te breken. Šekularac kwam in het seizoen 1975/76 nog uit voor Franse tweedeklasser Paris FC, waarna hij zijn voetbalschoenen aan de wilgen hing.

## Trainersloopbaan
Šekularac begon zijn trainersloopbaan bij het bescheiden OFK Mladenovac, dat in de lagere regionen van het Joegoslavische voetbal uitkwam. In 1978 trok hij naar Amerika om een seizoen het net opgerichte New York Eagles te gaan coachen. Het zou vervolgens ruim vijf jaar duren tot de volgende klus. Het Guatemalteeks voetbalelftal bracht in februari 1984 het nieuws naar buiten de Joegoslaviër aangesteld te hebben als nieuwe bondscoach om het land te leiden tijdens de kwalificatie voor het WK 1986. In het CONCACAF-kampioenschap 1985, waarmee kwalificatie kon worden bewerkstelligd, strandde het elftal van bondscoach Šekularac echter in de groepsfase.

### Coach bij Rode Ster
In januari 1989 werd Šekularac aangesteld als nieuwe trainer van Rode Ster Belgrado, als opvolger van de eerder ontslagen Branko Stanković. Hij wist het tij echter niet in het resterende halfjaar te keren en eindigde met de ploeg op een tweede plek. Het FK Vojvodina van Ljupko Petrović werd verrassend kampioen. Het volgende seizoen (89/90) verliep succesvol voor Šekularac en Rode Ster. In de maanden november en december werd driemaal verloren, maar met de komst van de Roemeen Miodrag Belodedici van Steaua București kreeg de achterhoede een sterke impuls. De verdediger had een paar jaar eerder de Europacup I gewonnen met zijn ploeg. In de tweede seizoenshelft verloor de ploeg geen enkel duel meer. Dit kwam mede door spits Darko Pančev, die dat jaar maar liefst 35 treffers zou maken. Zodoende werd Rode Ster overtuigend landskampioen, met elf punten voorsprong op concurrent Dinamo Zagreb. Drie dagen na het einde van de competitie werd ook de nationale beker gewonnen. In de finale waren Šekularac' mannen met 1-0 te sterk voor Hajduk Split.
In de UEFA Cup 1989/90 was Rode Ster dankzij zeges op Galatasaray en Žalgiris doorgestoten naar de derde ronde, waarin het Duitse 1. FC Köln tegenstander was. In het eigen Rode Sterstadion won Rode Ster met 2-0, dankzij treffers van Dejan Savićević. Twee weken later eindigde de return verrassend in een 3-0 nederlaag, waarmee Rode Ster uitgeschakeld was. Šekularac was het oneens met de beslissingen van de scheidsrechter en viel uit tegen hem. De UEFA besloot de actie te bestraffen met een schorsing van zeven wedstrijden. Dit was aanleiding voor Šekularac om in mei 1990 ontslag te nemen, die aangaf zijn motivatie kwijt te zijn omdat hij Rode Ster niet meer kon coachen in Europese wedstrijden. Het volgende seizoen zou Rode Ster Belgrado Europa domineren en werd onder Šekularac´ opvolger Ljupko Petrović de Europacup I gewonnen.

### Serbian White Eagles

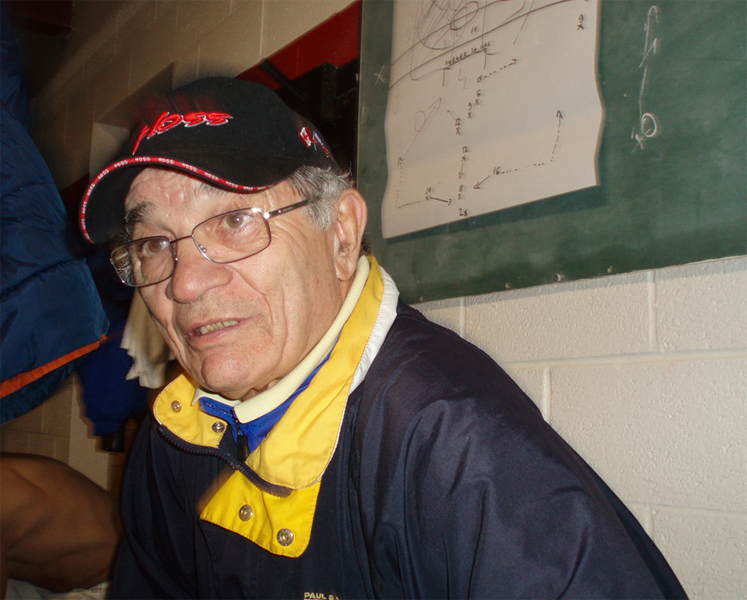
Šekularac als coach van Serbian White Eagles in 2006.

In februari 2006, voorafgaand aan de start van het Canadian Soccer League-seizoen 2006, werd aangekondigd dat Šekularac hoofdcoach zou worden van de Serbian White Eagles, opnieuw opgericht in februari van hetzelfde jaar, met Stevan Mojsilović als zijn assistent. Dit zou de tweede periode van Šekularac zijn bij de White Eagles, waar hij in het verleden al voor de club heeft gespeeld. Met doorgewinterde internationals die werden overgebracht uit Servië en de rest van Europa, was het team klaar.
De periode, hoewel van korte duur, was niet zonder succes. De club was een hit in zijn eerste seizoen en eindigde als eerste in de International Division met 55 punten. In het reguliere seizoen leidde Šeki de club naar 17 overwinningen, 1 verlies en 4 gelijke spelen met een doelsaldo van maar liefst 66:13. De Eagles gingen door naar de knock-outfase en versloegen gemakkelijk Toronto Supra Portugese in de kwartfinales met een score van 3-0 en versloegen ook gemakkelijk de Windsor Border Stars in de halve finale met 6-1. Het seizoen was bijna tot een goed einde gebracht, maar de Serbian White Eagles verloren in de finale van de Italia Shooters met 1-0.

## Erelijst

### In teamverband
| Competitie                  | Aantal | Jaar                                        |
| --------------------------- | ------ | ------------------------------------------- |
| Rode Ster Belgrado          |        |                                             |
| Prva Liga (Eerste Divisie)  | 5      | 1955/56, 1956/57, 1958/59, 1959/60, 1963/64 |
| Joegoslavische voetbalbeker | 3      | 1957/58, 1958/59, 1963/64                   |
| Totaal                      | 8      |                                             |

| Joegoslavië            |  |      |  |
| Olympische Spelen      |  | 1956 |  |
| Europees kampioenschap |  | 1960 |  |